# Zabójczy Księżyc
Zabójczy Księżyc (tyt. oryg. The Killing Moon) – amerykańska powieść high fantasy autorstwa N.K. Jemisin z 2012. W Polsce została wydana w 2014 nakładem Wydawnictwa Akurat. Książka jest pierwszym tomem dylogii Sen o Krwi. W 2013 książka została nominowana do Nagrody Nebula oraz do World Fantasy Award. Powieść zainspirowana jest kulturą Starożytnego Egiptu.

## Fabuła
Gujaareh to miasto-państwo otoczone pustynią. Jego najświętszym prawem jest spokój, o którego zachowanie dbają kapłani bogini księżyca, zwani Zbieraczami. Co noc wyruszają, aby pobrać senną krew od śpiących: substancja ta wytwarza się w trakcie ostatniego snu człowieka. Nie zawsze jednak kapłani dokonują zbioru zgodnie z wolą umierającego. Ehiru, najbardziej znany ze zbieraczy, zostaje wysłany, aby odebrać senną krew ambasadorce z obcego kraju, której duszę podobno toczy zepsucie grożące miastu. Kapłan nie ma pojęcia, że w ten sposób wplątuje się w polityczną intrygę.